# 魯阿卡納
魯阿卡納是非洲西南部國家納米比亞的城鎮，由奧穆薩蒂區負責管轄，位於與安哥拉接壤邊境的庫內納河畔，毗鄰魯阿卡納瀑布，每年平均降雨量426毫米，人口約10,722。

## 外部連結
- Ruacana Hydro's technical specs at Namibia Power's website